# Jurançon
Jurançon è un comune francese di 7 287 abitanti situato nel dipartimento dei Pirenei Atlantici nella regione della Nuova Aquitania.
Appartiene, da sempre, alla regione storica del Béarn. La cittadina dà il proprio nome a una celebre zona vinicola protetta da denominazione di origine (in francese, Appellation d'origine protégée, AOP).

## Società

### Evoluzione demografica
Abitanti censiti